# Richard Zenith
Richard Zenith (Washington D. C., 23 de febrero de 1956) es un escritor, traductor y crítico literario luso-estadounidense, ganador del Premio Pessoa en 2012.

## Biografía
Richard Zenith nació en la capital estadounidense en 1956. Se graduó en la Universidad de Virginia con una licenciatura en Artes en 1979. Ha vivido en Colombia, Brasil, Francia y, desde 1987, en Portugal. Llegó a este país para estudiar y traducir canciones medievales portuguesas. Tiene la nacionalidad portuguesa desde 2007.
Considerado por muchos un experto en Fernando Pessoa (el exministro de Cultura, Francisco José Viegas, lo calificó como "«uno de los más grandes»"), ha traducido obras del poeta al inglés y ha escrito extensamente sobre su obra. También ha traducido a Antero de Quental, Sophia de Mello Breyner, Nuno Júdice, António Lobo Antunes y Luís de Camões, entre otros escritores.
Zenith organizó, junto con Carlos Felipe Moisés, la exposición Fernando Pessoa, Plural como o Universo, dedicada a la vida y los heterónimos de Pessoa, en la Fundación Gulbenkian de Lisboa, el Museo de la Lengua Portuguesa de São Paulo, y el Centro Cultural dos Correios de Río de Janeiro.

## Premios y reconocimientos
- 1987 - Beca Guggenheim
- 1999 - Premio PEN de Traducción de poesía
- 2006 - Premio de traducción Harold Morton Landon
- 2012 - Premio Pessoa

## Traducciones al inglés
- Fernando Pessoa (2002). The book of disquiet (Richard Zenith, trad.). Penguin Classics. ISBN 978-0-14-118304-6. (Carcanet 1991 edition)
- Fernando Pessoa (1999). Fernando Pessoa and Co.: Selected Poems (Richard Zenith, trad.). Grove Press. ISBN 978-0-8021-3627-5.
- Fernando Pessoa (2002). The Selected Prose of Fernando Pessoa (Richard Zenith, trad.). Grove Press. ISBN 978-0-8021-3914-6.
- Antonio Lobo Antunes (2001). The Natural Order of Things (Richard Zenith, trad.). Grove Press. ISBN 978-0-8021-3813-2.
- Antonio Lobo Antunes (2004). The Inquisitors' Manual (Richard Zenith, trad.). Grove Press. ISBN 978-0-8021-4052-4.
- Antonio Lobo Antunes (1996). Act of the Damned (Richard Zenith, trad.). Grove Press. ISBN 978-0-8021-3476-9.
- José Luís Peixoto (2008). The Implacable Order of Things (Richard Zenith, trad.). Random House, Inc. ISBN 978-0-385-52446-9.
- Fundação Calouste Gulbenkian (1995). 113 Galician-Portuguese troubadour poems (Richard Zenith, trad.). Carcanet. ISBN 978-1-85754-207-3.
- João Cabral de Melo Neto (2005). Education by stone: selected poems (Richard Zenith, trad.). Archipelago Books. ISBN 978-0-9749680-1-8.
- Sophia de Mello Breyner Andresen (1997) (January 1997). Log Book: Selected Poems (Richard Zenith, trad.). Carcanet. ISBN 978-1-85754-364-3.
- Fernando Pessoa (2005). The Education of the Stoic: The Only Manuscript of the Baron of Teive (Richard Zenith, trad.). D.A.P. ISBN 978-1-878972-40-8.
- Antero de Quental (1998). The Feeling of Immortality: Selected Writings (Richard Zenith, trad.). Mermaid Turbulence. ISBN 978-1-901776-05-8.
- Nuno Judice (1997). Meditation on Ruins (Richard Zenith, trad.). Archangel. ISBN 978-80-901800-8-6.
- Carlos Drummond de Andrade (2015). Multitudinous Heart: Selected Poems: A Bilingual Edition (Richard Zenith, trad.). Farrar, Straus and Giroux.